# Alexandra Cassavetes
Alexandra Katherine „Xan“ Cassavetes (* 21. září 1965 Los Angeles) je americká herečka, režisérka a scenáristka. Je dcerou herce a režiséra Johna Cassavetese a jeho manželky, herečky Geny Rowlandsové. Její sourozenci Nick a Zoe jsou rovněž herci a režiséři. V mládí hrála malé role ve čtyřech filmech svého otce – Manželé (1970), Minnie a Moskowitz (1971), Žena pod vlivem (1974) a Proudy lásky (1984). V roce 2006 ztvárnila malou roli ve filmu Alpha Dog, který režíroval její bratr. Svou režijní kariéru zahájila dvěma krátkými filmy, Salmon for Three (1999) a Dust (2000). V roce 2004 režírovala svůj první celovečerní dokumentární film Kanál Z: Velkolepá posedlost. Polibek prokleté duše (2012) je jejím prvním celovečerním hraným filmem. Roku 2008 se podílela na scénáři k jednomu segmentu povídkového filmu New Yorku, miluji Tě! Jejím manželem byl filmový producent Rick Ross, s nímž má dvě děti, dceru Veronicu a syna Johna.